# Eulophia saxicola
Eulophia saxicola är en orkidéart som beskrevs av Phillip James Cribb och Graham Williamson. Eulophia saxicola ingår i släktet Eulophia och familjen orkidéer. Inga underarter finns listade i Catalogue of Life.